# Suphan Hardkam
Suphan Hardkam (tiếng Thái: สุพรรณ หาดคำ, sinh ngày 2 tháng 2 năm 1986) là một cầu thủ bóng đá từ Thái Lan.

## Danh hiệu

### Câu lạc bộ
Ubon Ratchathani
- Thai Division 2 League Vô địch (1): 2014